# 多布里沃達
50°17′56″N 25°21′44″E / 50.29889°N 25.36222°E
多布里沃達（烏克蘭語：Добривода），是烏克蘭西北部的村莊，隸屬里夫內州的杜布諾區。該村始建於1463年，面積1.19平方公里，海拔高度207米，2001年人口297，人口密度每平方公里249人。